# Enzo Ghigo
Enzo Giorgio Secondo Ghigo (Torino, 24 febbraio 1953) è un politico italiano, presidente della regione Piemonte dal 23 aprile 1995 al 27 aprile 2005.
È stato deputato alla Camera dal 1994 al 1995 e senatore della Repubblica dal 2006 al 2013.

## Biografia
Dirigente del gruppo Publitalia-Fininvest, il cui proprietario era Silvio Berlusconi, nel dicembre del 1993 entrò in politica, spinto da Marcello Dell'Utri, facendosi promotore del movimento Forza Italia in Piemonte. Eletto deputato tra le file degli azzurri nel 1994, in seguito alle elezioni regionali del 1995 divenne presidente della regione Piemonte, venendo confermato alle successive regionali del 2000. Alle regionali del 2005 fu sconfitto dalla candidata de L'Unione Mercedes Bresso, esponente dei Democratici di Sinistra; ricoprì tuttavia l'incarico di consigliere regionale, divenendo capogruppo di Forza Italia.
In vista delle elezioni politiche del 2006, rifiuta l'offerta di candidarsi a sindaco di Torino; viene invece eletto senatore per Forza Italia in Piemonte, durante la legislatura è stato membro della Commissione Igiene e Sanità.
Grande appassionato di ciclismo, nell'aprile 2015 è stato eletto presidente della Lega del Ciclismo Professionistico, organismo dipendente dalla Federazione Ciclistica Italiana, succedendo nell'incarico all'ex ministro dell'Interno democristiano Vincenzo Scotti.
Da novembre 2019 è presidente del Museo nazionale del cinema di Torino.